# Neorhaphiomidas pallida
Neorhaphiomidas pallida is een vliegensoort uit de familie Mydidae. De wetenschappelijke naam van de soort is voor het eerst geldig gepubliceerd in 1953 door Paramonov.
De soort komt voor in Australië (West-Australië).